# Ignacio Bergara
Ignacio Miguel Bergara de Medina (nacido el 20 de julio de 1940 en Montevideo, Uruguay - fallecido el 4 de enero de 2004 en Ibiza, España) fue un futbolista uruguayo nacionalizado español. Jugaba de defensor y su primer club fue Racing de Montevideo.

## Carrera deportiva
Comenzó su carrera en su país natal en el año 1962 jugando para Racing de Montevideo. Jugó para el club hasta 1963. En ese año se fue a España para formar parte de las filas del RCD Mallorca. Jugó para ese club hasta 1964. Ese año se sumó a las filas del RCD Espanyol. Jugó para el club hasta 1969. En 1969 se transformó en el nuevo refuerzo de la UE Sant Andreu, en donde terminó su carrera en 1970.

## Fallecimiento
Falleció el 4 de enero de 2004 en Ibiza, España a los 63 años de edad.

## Familia
Era el hermano de Danny Bergara.
Padre de Ignacio Javier Bergara Fandos, Mario Bergara Fandos y Noelia Bergara González
.

## Clubes
| Club                 | País    | Año       |
| -------------------- | ------- | --------- |
| Racing de Montevideo | Uruguay | 1962-1963 |
| RCD Mallorca         | España  | 1963-1964 |
| RCD Espanyol         | España  | 1964-1969 |
| UE Sant Andreu       | España  | 1969-1970 |